# Jakub Hruška
Jakub Hruška (1824–1897) byl rakouský a český podnikatel a politik, starosta Humpolce, v 70. letech 19. století poslanec Českého zemského sněmu, jeden z prvních zvolených zákonodárců za mladočeskou stranu.

## Biografie
Profesně působil jako podnikatel, byl starostou Humpolce. V roce 1873 byla díky jeho iniciativě dobudována nová radnice v Humpolci. Starosta Hruška se totiž v Praze seznámil s architektem Josefem Zítkem (autor projektu Národního divadla) a Zítkovi pak město zadalo architektonický návrh nové radnice.
V 70. letech 19. století se zapojil i do zemské politiky. V doplňovacích volbách roku 1874 byl zvolen na Český zemský sněm za městskou kurii (obvod Německý Brod – Polná – Humpolec). Reprezentoval nově vzniklou mladočeskou stranu (Národní strana svobodomyslná), která odmítala pokračující bojkot zemského sněmu (pasivní rezistence), a sedm jejích zvolených zákonodárců (včetně Hrušky) se proto 15. září 1874 aktivně ujalo výkonu svých mandátů. Za týž obvod obhájil mandát i v řádných volbách roku 1878, opět za mladočeskou stranu.